# PSTAR-ER
Le PSTAR-ER (acronyme de portable search and target acquisition radar – extended range) est un radar aéronautique militaire portatif des États-Unis servant à guider les missiles FIM-92 Stinger. Il est fabriqué par Lockheed Martin.

## Description
Ce radar s'engage avec un mât de huit mètres sur trépied ou remorque. Le radar est résistant aux contre-mesures électroniques.

## Opérateurs
- États-Unis, remplace le AN/PPQ-2[1]
- Suisse, 24 livrés en 2004[2]